# شو هالحكي (مسلسل)
شو هالحكي- مسلسل كوميدي أردني ناقد، تم عرضه عام 2004م، من تأليف: أنور السعودي، ومن إخراج: ناجي طعمي.

## طاقم العمل
يتألف طاقم عمل المسلسل الكزميدي الأردني"شو هالحكي" من مجموعة كبيرة من الممثلين، نذكر من بينهم:
- باسم ياخور
- شكران مرتجى
- وائل نجم
- إياد نصار
- ناريمان عبد الكريم
- أندريه سكاف
- رنا الأبيض
- عاكف نجم
- نادية عودة
- عثمان الشمايلة
- سامر المصري
- محمد المجالي
- منذر رياحنة
- نجلاء عبد الله
- حسن سبايلة
- أحمد العمري
- مارغو حداد
- ياسر المصري
- رنا أبو غالي
- خالد الغويري
- رانيا اسماعيل
- أسماء مصطفى
- زهير حسن
- ديانا رحمة
- يوسف يوسف
- عبد الكامل الخلايلة
- خليل مصطفى
- رائد عودة
- سعد الدين عطية
- إبراهيم أبو الخير
- هيفاء الأغا
- هالة عودة
- هيام حسين
- علي المومني
- أشرف العوضي
- عبد الهادي صباغ
- سوسن ميخائيل
- محمد الشيخ نجيب
- حسين طبيشات
- محمود صايمة